# Anna Tervoort
Anna Tervoort (* 1909 in Schmalbroich; † 2003) versteckte die Jüdin Johanna Werner auf ihrem Bauernhof in Hüls am Hülser Berg bei Krefeld. Sie wurde dafür 1997 von der Holocaust-Gedenkstätte Yad Vashem als „Gerechte unter den Völkern“ geehrt.
Anna Brücker heiratete 1936 den Bauern Peter Tervoort, der zur Wehrmacht eingezogen wurde und führte deshalb den Hof allein weiter. Ihr Schwager Hermann Tervoort bat sie Ende 1944 oder Anfang 1945, Johanna Werner, die jüdische Ehefrau eines Protestanten, aufzunehmen. Ihr drohte die Deportation. Tervoort war bereit, die ihr unbekannte Frau auf dem Hof aufzunehmen und zu verstecken. Sie wurde als Flüchtling ausgegeben. Trotzdem verbreiteten sich Gerüchte über eine Jüdin auf dem Hof. Sie brachte Frau Werner deshalb im Keller eines zerstörten Hauses unter, wo sie weiter von ihr und Ernst Evers, einem guten Freund der Familie Tervoort, mit Lebensmitteln versorgt wurde. Johanna Werner überlebte schließlich die Zeit des Nationalsozialismus.

## Ehrungen
- Anna Tervoort wurde 1995 mit dem Bundesverdienstkreuz ausgezeichnet.[6]

- 1997 erkannte die Gedenkstätte Yad Vashem Anna Tervoort als Gerechte unter den Völkern an.[7]

- Am 27. September 2024 wurde Anna Tervoort im Rahmen des Projekts Frauenorte in die Liste der FrauenOrte NRW aufgenommen und eine Gedenktafel im Anna-Tervoort-Platz, der seit dem Tag ihren Namen trägt, angebracht.[8]